# Saracúrarall
Saracúrarall (Aramides saracura) är en fågel i familjen rallar inom ordningen tran- och rallfåglar.

## Utseende och läte
Saracúrarallen kännetecknas av lysande röda ögon och röda ben. Undersidan är grå med rostfärgad övre delen av ryggen, medan huvud och hals är gråfärgade. Näbben är lång och grön. Lätet är ett mycket ljudligt och flötjande "kua-kua-kua".

## Utbredning och systematik
Fågelns utbredningsområde är i skogar i sydöstra Brasilien till Paraguay och nordöstra Argentina (Misiones). Den behandlas som monotypisk, det vill säga att den inte delas in i några underarter.

## Status och hot
Arten har ett stort utbredningsområde, men tros minska i antal, dock inte tillräckligt kraftigt för att den ska betraktas som hotad. Internationella naturvårdsunionen IUCN listar arten som livskraftig (LC).

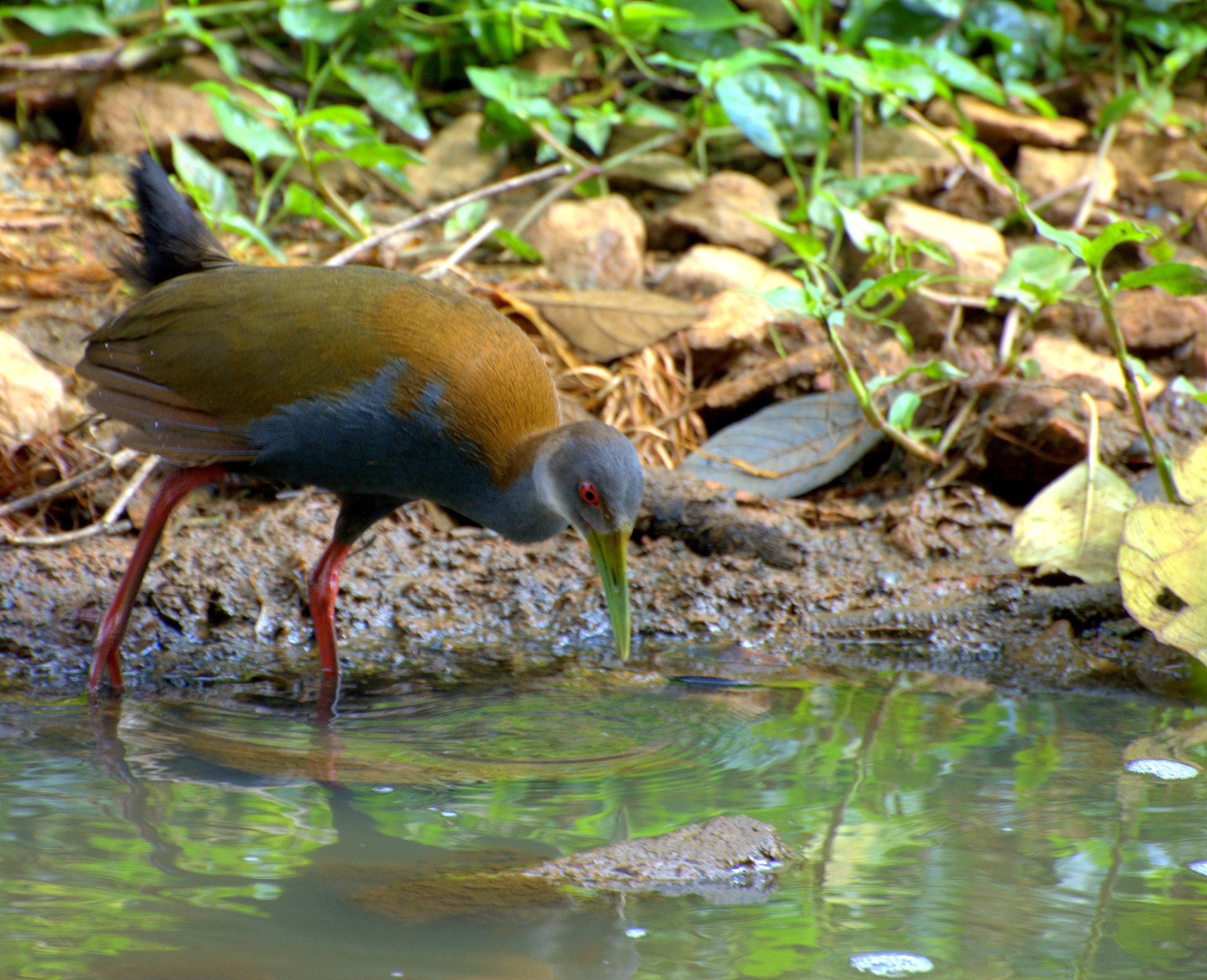